# Ploufragan
Ploufragan é uma comuna francesa na região administrativa da Bretanha, no departamento Côtes-d'Armor. Estende-se por uma área de 27,07 km². Em 2010 a comuna tinha 11 850 habitantes (densidade: 437,8 hab./km²).